# Merci la vie
Pour plus de détails, voir Fiche technique et Distribution.
Merci la vie est un film français de Bertrand Blier sorti en 1991.

## Synopsis
Deux jeunes filles se rencontrent sur une route. L'une pousse un chariot de supermarché avec deux goélands, l'autre, en robe de mariée, vient d'être battue puis abandonnée par un homme. Désormais amies, elles vont vivre des aventures rocambolesques.

## Commentaire
La critique a accueilli le film en le rapprochant d'un « Valseuses au féminin », ramenant au premier succès du réalisateur (Les Valseuses) qui l'avait fait connaître.
Jean Carmet reçoit en 1992 le César du meilleur acteur dans un second rôle pour son interprétation de Raymond Pelleveau, le père fatigué et usé par la vie.

## Fiche technique
- Titre : Merci la vie
- Réalisation : Bertrand Blier, assisté de Frédéric Auburtin
- Scénario : Bertrand Blier
- Photographie : Philippe Rousselot
- Montage : Claudine Merlin
- Décors : Théobald Meurisse
- Costumes : Jacqueline Bouchard, robes de Lolita Lempicka
- Musique : Arno et Philip Glass
- Producteur : Jean-Louis Livi
- Distribution : AMLF
- Date de sortie: 13 mars 1991
- Genre : comédie dramatique
- Durée : 117 minutes
- Lieu du tournage : Lapanouse de Cernon

## Distribution
- Charlotte Gainsbourg : Camille
- Anouk Grinberg : Joëlle
- Michel Blanc : Raymond Pelleveau, le père jeune
- Jean Carmet : Raymond Pelleveau, le père âgé
- Annie Girardot : Evangeline Pelleveau, la mère âgée
- Catherine Jacob : Evangeline Pelleveau, la mère jeune
- Jean-Louis Trintignant : Le colonel SS
- Gérard Depardieu : Docteur Marc Antoine Worms
- Thierry Frémont : François
- François Perrot : le réalisateur
- Jacques Seiler : un inspecteur
- Didier Bénureau : Le second réalisateur
- Michel Berto : Le banquier
- Stéphane Boucher : Un journaliste
- Jacques Boudet : Craven, le dépositaire Pronuptia
- Jacques Chailleux : Le machiniste
- Philippe Clévenot : Le producteur
- Frédéric Darie : Un flic
- Anouk Ferjac : La mère à la clinique
- Laurence Guerre : La fille à la clinique
- Christiane Jean : La femme de Marc Antoine
- Yves Rénier : Robert, le vigile, dit "Papa Langue"
- Jean Rougerie : Le médecin légiste
- Jean-Michel Dupuis : Le camionneur
- Laurent Gamelon : Le beau-frère
- Alain Sachs : Un patient
- Anik Danis : la scripte
- Brigitte Auber : la dame de compagnie de la mère de la reine

## Citations
- Pelleveau, personnage de Michel Blanc: "Il faudrait savoir : soit on est à l'époque du SIDA, soit on est sous l'Occupation, et alors on baise" !!
- Joëlle, personnage d'Anouk Grinberg: "Elle est belle la vie, moi je l'aime la vie!"

## Distinctions
| Récompense      | Prix                                  | Personne        | Reçu |
| --------------- | ------------------------------------- | --------------- | ---- |
| César du cinéma | Meilleur film                         | Bertrand Blier  |      |
| César du cinéma | Meilleur réalisateur                  | Bertrand Blier  |      |
| César du cinéma | Meilleur scénario original            | Bertrand Blier  |      |
| César du cinéma | Meilleure actrice                     | Anouk Grinberg  |      |
| César du cinéma | Meilleur acteur dans un second rôle   | Jean Carmet     | Oui  |
| César du cinéma | Meilleure actrice dans un second rôle | Catherine Jacob |      |
| César du cinéma | Meilleur montage                      | Claudine Merlin |      |